# Pianh
Pianh (p3-ˁnḫ) ókori egyiptomi főpap, Ámon thébai főpapja i. e. 1074 és 1070 közt, a XXI. dinasztia idején. Papi címe mellett több más fontos rangot is viselt, többek közt Kús alkirálya (núbiai kormányzó) is volt. I. Pinedzsem főpap apja.

## Családja
Felmenői nem ismertek, de leszármazottai közt – ahogy a Herihóréi közt is – többen líbiai nevet viselnek, így líbiai zsoldosok utóda lehet. Korábban Herihór főpap vejének és utódjának tartották, de templomi feliratok és más emlékművek alapján úgy tűnik, hogy Herihór elődje volt.
Pianh feleségének neve egy töredékes feliraton szerepel, melyen nehéz eldönteni, hogy ḥ vagy nḏ a név első része (a két hieroglifa hasonlít), így vagy Nedzsmet az, akinek fennmaradt egy ábrázolása, amin Pianh és fiai hosszú életet kívánnak neki, vagy anyja, Hrere. Utóbbi esetben a lányuk lehet Nedzsmet, aki később Herihór főpap felesége lett. Hrere és Nedzsmet is viselik „a király anyja” címet, de egyiknél sem tudni, melyik királlyal kapcsolatban. Elképzelhető, hogy Hrere I. Neszubanebdzsed fáraó anyja volt, és talán a XI. Ramszesz uralma alatt elmozdított Amenhotep Ámon-főpap felesége (mivel Hrere viselte az „Ámon háremének elöljárója” címet); Nedzsmet pedig előbb Pianhhoz, majd Herihórhoz ment feleségül.
Pianhnak négy fia és egy lánya ismert: Pinedzsem, Hekanofer, Hekamaat, Anhefenmut és Faienmut. Legidősebb fia, I. Pinedzsem követte a Pianhot követő Herihórt főpapként; mivel magas kort megért, valószínűleg nagyon fiatal volt még apja halálakor és ezért nem ő, hanem Herihór követte Pianhot a főpapi székben. Hekanofer Ámon második prófétája lett. Pianh leszármazottai közt fáraók és főpapok is találhatóak.

## Főpapsága
Főpapként eltöltött ideje nagy részét Paneheszi lázadó núbiai alkirály leverésével töltötte, aki Felső-Egyiptom nagy területét elfoglalta. Pianh sikeresen visszaűzte őt Núbiába. Ebből az időszakból maradtak fenn az ún. késő-ramesszida levelek, melyeket Pianh írt családjának és ismerőseinek. Karnakban feljegyeztek egy Pianhról szóló kedvező jóslatot; nevét ezenkívül említi egy abüdoszi sztélé, feliratok a karnaki Honszu-templomban és egy felirat III. Ramszesz múmiáján annak helyrehozásáról.
Címei: Ámon főpapja; Királyi írnok; Kús alkirálya; A déli idegen országok felügyelője; A magtárak felügyelője; Felső-Egyiptom íjászainak parancsnoka (rendőrfőnök).